# Антоній (Храповицький)
Митрополит Антоній (в миру Олексій Павлович Храповицький; 17 (29) березня 1863, село Ватагіно, Крестецький повіт, Новгородська губернія — 10 серпня 1936, Белград, Югославія)  — митрополит РПЦ. Єпископ (1902–1906), архієпископ Волинський (1906), Житомирський (1914), священоархимандрит Почаївської лаври; архієпископ (1914–1918) Харківський і Охтирський, з 30 травня 1918 р. митрополит Київський і Галицький.
З 9 листопада 1920 - 10 листопад 1936 - був митрополитом у Російській православній церкві закордоном.
Відомий гострими виступами проти українського національного руху, 1917—1918 років активно боровся з прихильниками української автокефалії. Після Громадянської війни першоієрарх, перший за часом голова Архієрейського синоду Російської Православної Церкви за кордоном. Богослов, філософ, монархіст.

## Біографія

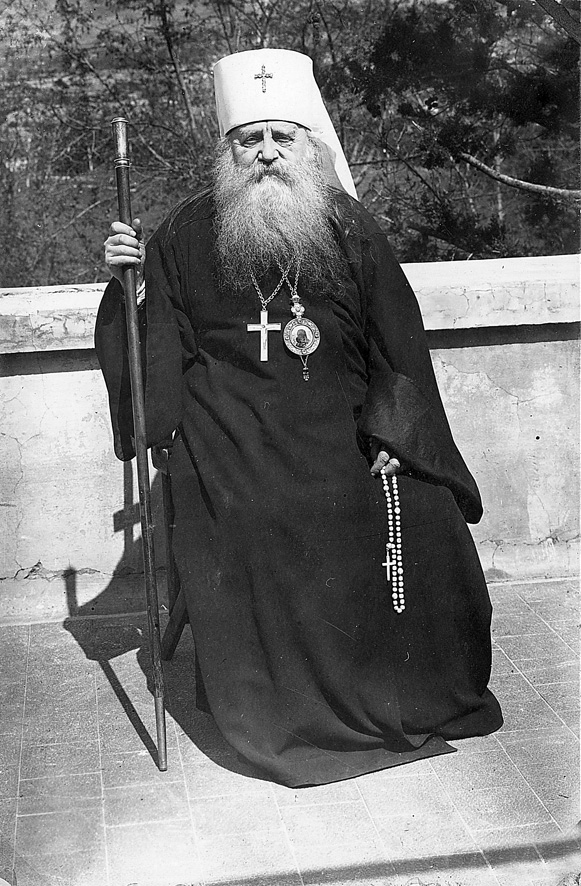

### Дитинство і юність
Народився в Новгородській губернії. Батько — Павєл Павлович Храповицький — новгородський поміщик, генерал, належав до роду московських дворян Храповицьких (згадуються з 1676 року). Мати — Наталія Пєтровна Вєріґіна — дочка поміщика Харківської губернії. Сім'я мала 4-х синів; Олексій був третім.
Після переїзду родини в Санкт-Петербург почав брати участь в архієрейських богослужіннях (жезлоносець, книготримач). В дев'ять років, всупереч бажанню вчитися в духовному училищі, віддали в 5-у Санкт-Петербурзьку гімназію на набережній Єкатєрінинського каналу, яка мала репутацію однієї з найсуворіших у столиці.
Гімназійні роки припали на кінець царювання Олександра II. Глибоке враження на юного Храповицького справила промова Івана Аксакова після вбивства імператора на передсмертні слова його: «Додому, додому!». У промові містилося засудження Санкт-Петербурга, всієї постпетровської Росії; Іван Аксаков закликав російських государів повернутися до споконвічної столиці.
Відвідував лекції Владіміра Соловйова, публічні виступи Фьодора Достоєвського, яким захоплювався як знавцем людської душі. Пізніше в Росії і російській еміграції була поширена думка, що Альоша Карамазов у романі Ф.Достоєвського був написаний з юного А.Храповицького; за твердженням останнього, вони не були особисто знайомі.
У 5-му класі гімназії написав службу святим Кирилу і Мефодію (1887 року була схвалена Синодом для богослужбового вжитку, увійшла до складу додаткової мінеї).
З дитинства був гарячим поборником відновлення патріаршества в Російській Церкві, глибоко шанував Патріарха Нікона, вважаючи його „найбільшим людиною російської історії за останні 200—300 років… і всієї російської історії“.
1881 року після закінчення гімназії витримав вступні іспити в Санкт-Петербурзьку духовну академію; вступ сина дворянина, що закінчив гімназію, в Духовну академію було тоді кроком дуже незвичайним (йшли переважно випускники семінарій — діти духовенства).
На IV-му курсі інспектором Академії був призначений архимандрит Антоній (Вадковський). Найближчими друзями А.Храповицького були Михайло Грибановський (згодом єпископ Таврійський), студент Іван Страгородський (з 1943 року Патріарх Московський і всієї Русі).

### Чернецтво; початок служіння
1885 р. закінчив Санкт-Петербурзьку духовну академію. Через 4 дні після закінчення курсу 18 травня 1885, 22-х років, прийняв постриг в академічній церкві; був наречений Антонієм на честь прп. Антонія Римлянина, Новгородського чудотворця (пам'ять — 3 серпня). Рукоположений у сан ієромонаха. Після закінчення Академії 1885 року був залишений при ній професорським стипендіатом.
1886 — викладач гомілетики, літургії, каноніки в Холмській духовній семінарії.

1887 — доцент Петербурзької Духовної Академії (кафедра Святого Письма Старого Завіту).

1888 р.: присвоєно ступінь магістра богослов'я після захисту дисертації на тему: «Психологічні дані на користь свободи волі та моральної відповідальності»; затверджений в званні доцента Академії.

1889 р. призначений інспектором Петербурзької Духовної Академії

1890 р. зведений в сан архімандрита.

1890 р. ректор Московської духовної академії.

1894 р. ректор Казанської духовної академії (до 1900 р.).

### Єпископське служіння до революції 1917 року

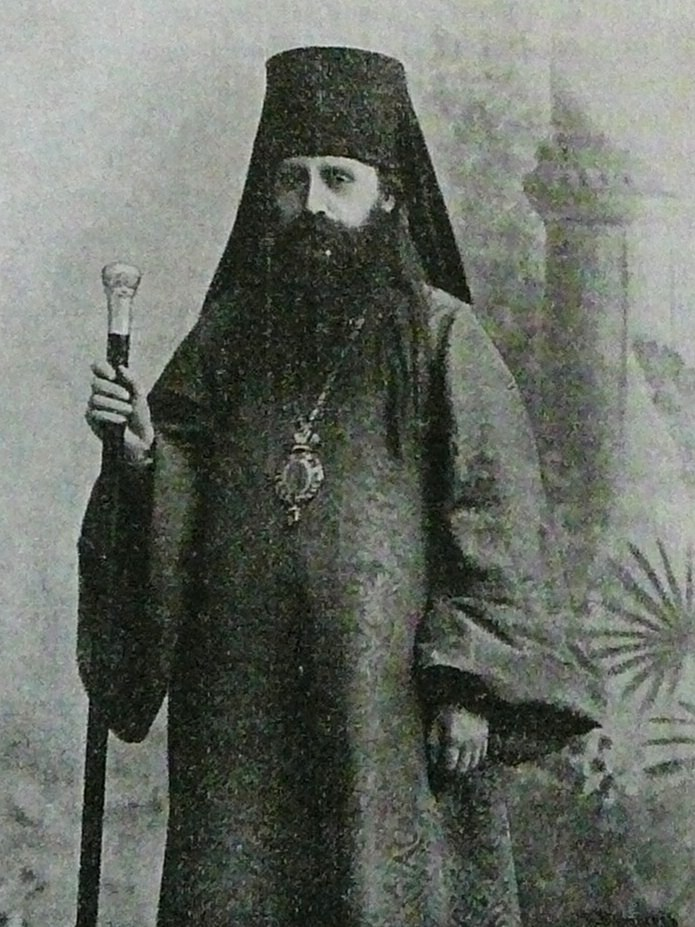
Єпископ Чебоксарський Антоній (А. П. Храповицький) (фото з журналу „Деятєль“ за Грудень 1898 р.)

7 вересня 1897 р. хіротонізований на єпископа Чебоксарського — вікарія Казанської єпархії.

1 березня 1899 р., у зв'язку відкриттям в Казані другого вікаріату, призначено єпископом Чистопольським — першим вікарієм Казанської єпархії, із збереженням посади ректора.

14 липня 1900 р. Височайше затверджена доповідь Синоду про буття йому єпископом Уфимським і Мензелінським (самостійна єпархіальна кафедра в Уфі); 17 серпня обраний почесним членом Казанської духовної академії.

27 квітня 1902 р. переведений на Волинську кафедру (єпархіальний центр в Житомирі) єпископом Волинським і Житомирським, священноархимандритом Почаївської Успенської лаври.
1905 р. один з організаторів Союзу російського народу; очолював його Волинське відділення. Під час перших єврейських погромів виступив з украй різким засудженням насильства (в прочитаній у Житомирі проповіді, присвяченій кишинівському погрому, порівняв його учасників з Юдою, дикунами-канібалами.
Був почесним членом „Казанського Товариства Тверезості“, Казанського відділу Російського собранія (зборів). Перший архієрей — член Російського собранія (зборів).
22 квітня 1906 р. обраний членом Держради від чорного духовенства, перебував у групі правих. 13 січня 1907 р. склав із себе повноваження члена Держради. У березні — грудні 1906 року був членом Передсоборної присутності при Святішому Синоді (головував у VI відділі „У справах віри: про єдиновір'я, старообрядництво та інші питання віри“).
6 травня 1906 р. був зведений в сан архієпископа.
У березні — квітні 1908 р. керував Височайше призначеною ревізією Київської Духовної Академії, що призвела до звільнення її ректора — єпископа Платона (Рождественського), що зумовило згодом неприязні відносини двох ієрархів в еміграції. За пізнішою думкою протоієрея Георгія Флоровського, ревізія „не була неупередженою, особливо в Київській академії“»

У липні 1908 р. головував на 4-му Всеросійському місіонерському з'їзді в Києві.

1911 р.: видав 2-е зібрання своїх праць; 14 червня радою Казанської академії був удостоєний ступеня доктора богослов'я (затверджений в званні Святійшим Синодом 15 липня). Нагороджений діамантовим хрестом для носіння на клобуку.

1912 р.: головував на 1-му Всеросійському єдиновірському з'їзді, виступав із засудженням імяславія як єресі; призначений членом Святійшого Синоду із залишенням на Волинській кафедрі; обер-прокурор В. К. Саблер запропонував його кандидатуру на заміщення Санкт-Петербурзької кафедри (пропозиція не була прийнята імператором).
1912—1913 років брав участь у роботі Предсоборної наради. У лютому 1913 р. знаходився в Петербурзі, брав участь в святкуванні 300-річчя Дому Романових, зокрема, 21 лютого співслужив Антиохійському Патріарху Григорію IV, який очолив урочисту літургію в Казанському соборі (Архієпископ Антоній був ініціатором запрошення Патріарха Григорія на урочистості). За кілька днів до початку ювілейних урочистостей, за його дорученням, з дозволу імператора, в Петербург з Житомира була привезена Почаївська ікона Божої Матері (знаходилася тимчасово в Житомирі через загрозу війни)
14 травня 1914 р. призначений архієпископом Харківським і Охтирським.
Під час окупації російською армією Східної Галичини відвідував край для насадження московського варіанту православ'я (вересень 1914 — червень 1915 рр.).
1 травня 1917 року, після падіння монархії, звільнений на спокій через невдоволення ним з боку нової влади, частини духовенства єпархії, з призначенням місця проживання в Валаамському монастирі, де написав твір Догмат спокутування, що викликав згодом гостру критику богословського характеру. Був обраний на Всеросійський Помісний Собор (відкрився 15 серпня) від ченців (брав участь як єпархіальний архієрей, оскільки в серпні був знову обраний на єпархіальних зборах у Харкові на колишню кафедру, обрання затверджено 16 серпня).

### Період1917–1920років
З серпня 1917 р. учасник Помісного собору 1917—1918 років, пізніше член Ради Помісного собору, перший (за кількістю голосів: отримав 101 голос) з трьох кандидатів на патріарший престол. 18 жовтня 1917 р. виголосив на Соборі промову на користь відновлення патріаршества в Російській Церкві, яка справила велике враження.
5 листопада 1917 р., відразу після обрання на патріарший престол через жеребкування митрополита Московського Тихона (Белавіна), прибув з іншими архієреями — членами Собору в Троїцьке подвір'я (резиденцію Московського митрополита), привітав останнього від імені Собору. У відповідь наречений Патріарх подякував всім архієреям, звернувся особисто до архієпископа Антонія, сказав, зокрема: «Пригадаймо, як у роки нашого навчання в академії блаженної пам'яті наставники наші преосвященні Антоній та Михайло і Ви, нині живий владика Антоній, в бесідах, і часто після вечірньої молитви говорили студентам про відновлення патріаршества. Владика Антоній паче інших потрудився в цім ділі і ми свідки цього. Проспіваємо йому многая літа.»
28 листопада 1917 р. митрополит Харківський. Відомий гострими виступами проти українського національного руху.
19 (30) травня 1918 р. обраний митрополитом Київським і Галицьким, вибори відбулися всупереч бажанню гетьмана Павла Скоропадського, його уряду. 21 червня 1918 р. гетьман Павло Скоропадський офіційно визнав обрання Антонія (Храповицького) главою Київської митрополії. В липні обраний головою Всеукраїнського церковного собору. У спогадах гетьмана України Павла Скоропадського описаний випадок з життя митрополита Антонія, коли останній пропонував гетьману помазання на царство, а Україна могла стати європейською монархією.
У грудні 1918 р. Директорія УНР усунула митрополита з єпархії за антиукраїнську діяльність. Був вивезений до Підволочиська, потім — Бучацького монастиря оо. Василіян (міг бути розстріляний офіцером УГА, за нього вступився ігумен Бучацького монастиря о. Никола (Микола) Лиско зі словами: «Прошу повідомити нашу владу, що мій монастир не є тюрмою»). Митрополит вважав, що його арешт — інтриги владики Андрея Шептицького.
Після окупації ЗУНР поляками був перевезений до тюрми у Львові. Митрополит Андрей Шептицький подав прохання владі — А. Храповицького та Є. Георгієвського перевезли до митрополичих палат біля Собору святого Юра. Потім митрополит потрапив у католицький монастир (кляштор) в Белянах під Краковом; звільнили через півроку представники французької місії.
Після захоплення Києва більшовиками владика Антоній оселився в Катеринодарі; прийняв нове призначення — з травня 1919 р. фактично очолював Вище Церковне Управління Півдня Росії на територіях, підконтрольних білому руху.

### В еміграції
В березні 1920 року з Новоросійська разом з військами А.Денікіна залишив країну, човном дістався до Греції, прибув до Атен, звідки перебрався на Афон (планував залишитися, пробув близько 5 місяців).
У вересні 1920 р. був викликаний Петром Врангелем в Крим, звідки 6 / 19 листопада 1920 р. евакуювався разом з його армією, іншими біженцями до Константинополя. З листопада 1920 р. в еміграції, в лютому 1921 р. очолив закордонне російське церковне правління у місті Сремські-Карловці (Сербія), в листопаді — грудні 1921 р. провів Перший Закордонний («Карловацький») Собор (1920 року Константинопольський Патріарх Григорій VII легалізував створене емігрантами «Тимчасове Вище Російське Церковне Управління за кордоном» під керівництвом митрополита Антонія; Управління самовільно перебралося до Сербії (м. Сремські Карловец), організувало 1-й Всезакордонний російська церковний з'їзд, перейменований в собор). На 1-му Карловацькому соборі (грудень 1921 р.) обраний головою Вищого російського церковного управління за кордоном, який після проголошення Декларації митрополита Сєрґія 1927 р. остаточно відокремилося від Московського патріархату. Керував РПЦ за кордоном до своєї смерти.
До своєї смерти (1936 р.) очолював Російську Православну Церкву за кордоном. Був затятим опозиціонером митрополита Сєрґія (Страгородського), очолюваного ним де-факто Тимчасового Патріаршого Синоду в Москві (був під повним контролем керівництва СРСР). 22 червня 1934 року Московська Патріархія заборонила митрополиту Антонію, іже з ним в священнослужінні.
До кінця життя залишався переконаним монархістом. Архімандрит Кипріан (Керн) писав про його політичні погляди: "Цар і монархія для митрополита саме і не були питаннями політичними, а суто релігійними. Він і не зіставляв і не міг зіставляти монархію з іншими видами державного устрою, бо все інше було політичне, людське, державно-правове, а монархія спочивала на біблійній теократії, на священноначалії. Тому-то політика і була йому чужа. Цар був релігійно виправданий, а ідеологію конституційного лібералізму, кадетської партії, республіки ніяк не можна було релігійно канонізувати. Звідси і відомий Антонієвській афоризм: «Терпіти не можу слів, закінчуються на „уція“: конституція, революція, проституція …»."
У Відозві до православних русскіх людей 13 вересня 1929 року визнав Великого Князя Кирила Володимировича імператором з 1924 року (раніше визнавав «Верховним Вождем» Великого Князя Миколу Миколайовича).
Тепло ставився до вихованого при російському дворі югославського короля Александра I Карагеоргієвіча, якого у свій час навіть розглядали в РПЦЗ як можливого претендента на російський престол. Вітав повернення на престол 1935 року грецького короля Георга II, що знаходився до того у вигнанні, написавши, що бачить у цьому «другий і третій крок до повернення славного минулого і великого майбутнього Православної Імперії», про створення якої мріяв.
В 1920-ті рр. у своїх посланнях неодноразово висловлював думку про те, що за більшовицьким режимом в Росії стоять євреї; так, у своєму посланні від 12/25 вересня 1929 року в зв'язку з подіями на Китайсько-Східній залізниці писав: «<…> ми від імені Св. Церкви, від імені Христового молимо вас, отці, брати і сестри у Христі, піднятися з того далекого краю нашої батьківщини по цей і навіть по той бік китайського кордону, повстати проти ворогів нашої батьківщини, проти злих безбожних і керівних оними христоненавистників-юдеїв, саме тих, які стоять за спиною нерозумних більшовиків <…>»
В останні роки свого життя митрополит Антоній не міг вставати, ходити.
Похований на Новому кладовищі Белграда (склеп Іверської каплиці).

## Спогади сучасників. Оцінки
У 1905 році Храповицький так відповідав А. Г. Булигіну (із записок Д. Н. Любимова): «Владика зазначав зі скорботою розпочату боротьбу з самодержавством і попереджав, що в цій боротьбі російський народ буде поневолений ворогом усіх дорогих і священних устоїв тисячолітнього життя Росії … Росія розпадеться на частини». «Тоді- згадує Д. Н. Любимов, -це здавалося крайнім перебільшенням».
Деякі вбачали в його поглядах папоцезаризм. Так, Павло Флоренський писав у своїй праці, складеному в 1908–1918 роках: «У церковних колах, які вважають себе правилами благочестя і стовпами канонічної коректності, з деяких пір стараннями головним чином архієпископа Антонія (Храповицького) стала культивуватися думка про безумовну необхідність необмеженої церковної влади і схильність до світської влади так чи інакше колективної, наприклад обмеженої колективно виробленою конституцією або рішеннями того чи іншого представницького органу.»
Полеміку і критику викликали (в основному в еміграції) його богослов'я і особливо сотеріологічні погляди: прот. Іоанн Мейєндорф, вважав вчення Антонія про спокуту «явно несумісним з православним розумінням»; прот. Георгій Флоровський називав загальний напрямок його богословської думки «моралістичним психологізмом», відзначаючи, що Антонія не цікавлять онтологічні підстави його вчення, його відповідність догматам Халкідонського Собору про 2 природи Христа і VI Собору про 2 волі.

## Основні праці
- «Психологические данные в пользу свободы воли и нравственной ответственности» (СПб., 1887; 2 изд. ib., 1888, магист. диссерт.);
- «Превосходство православия над учением папизма в его изложении Вл. Соловьёвым» (СПб., 1890);
- «Беседы о превосходстве православного понимания Евангелия сравнительно с учением Л. Толстого» (изд. 2, СПб., 1891);
- «Нравственная идея догмата Пресв. Троицы» (изд. 2, Казань, 1898);
- «Из чтений по пастырскому богословию» (Казань, 1896);
- «Лекции по пастырскому богословию» (ib., 1900);
- «Возможна ли нравственная жизнь без христианской религии» (Казань, 1897);
- «Значение молитвы для пастыря церкви» (ib., 1897).
- «Полное собрание сочинений» (издано в 1900, Казань)
- Автор новой службы Иову Почаевскому и составитель службы Почаевской иконе.
- «Догмат Искупления» (1917);
- «Опыт Христианского Православного Катехизиса» (Сремски-Карловци, 1924);